# Ibagué
Ibagué nagyváros Kolumbia nyugati részén, az Andok hegység középső vonulatának keleti oldalában, 1285 méter magasságban. 
Tolima megye székhelye. Lakossága 528 ezer, az agglomerációé 558 ezer fő 2016-ban.
Marhatenyésztő és kávétermesztő vidék központja. Malomipara, sörgyára és bőrárukat készítő üzemei vannak.
Kolumbia zenei centrumaként is ismert, mivel neves konzervatóriuma van. A városban minden év júniusában népművészeti fesztivált rendeznek.

## Demográfia

### Népesség
A város lakosságának növekedése 1853-tól kezdve:
| 1853   | 1880   | 1918   | 1943   | 1973    | 1985    | 1993    | 2005    | 2009    |
| ------ | ------ | ------ | ------ | ------- | ------- | ------- | ------- | ------- |
| 10 300 | 18 000 | 30 300 | 74 800 | 194 000 | 280 638 | 340 191 | 468 647 | 491 071 |

## Nevezetes szülöttei
- Gabriel París Gordillo (1910–2008), politikus
- Nadya Ortiz (* 1986), sakkmester
- Carlos Fernandez zenész és karmester

## Fordítás
- Ez a szócikk részben vagy egészben  az   Ibagué című angol Wikipédia-szócikk fordításán alapul.  Az eredeti cikk szerkesztőit annak laptörténete sorolja fel. Ez a jelzés csupán a megfogalmazás eredetét és a szerzői jogokat jelzi, nem szolgál a cikkben szereplő információk forrásmegjelöléseként.